# 維也納起義

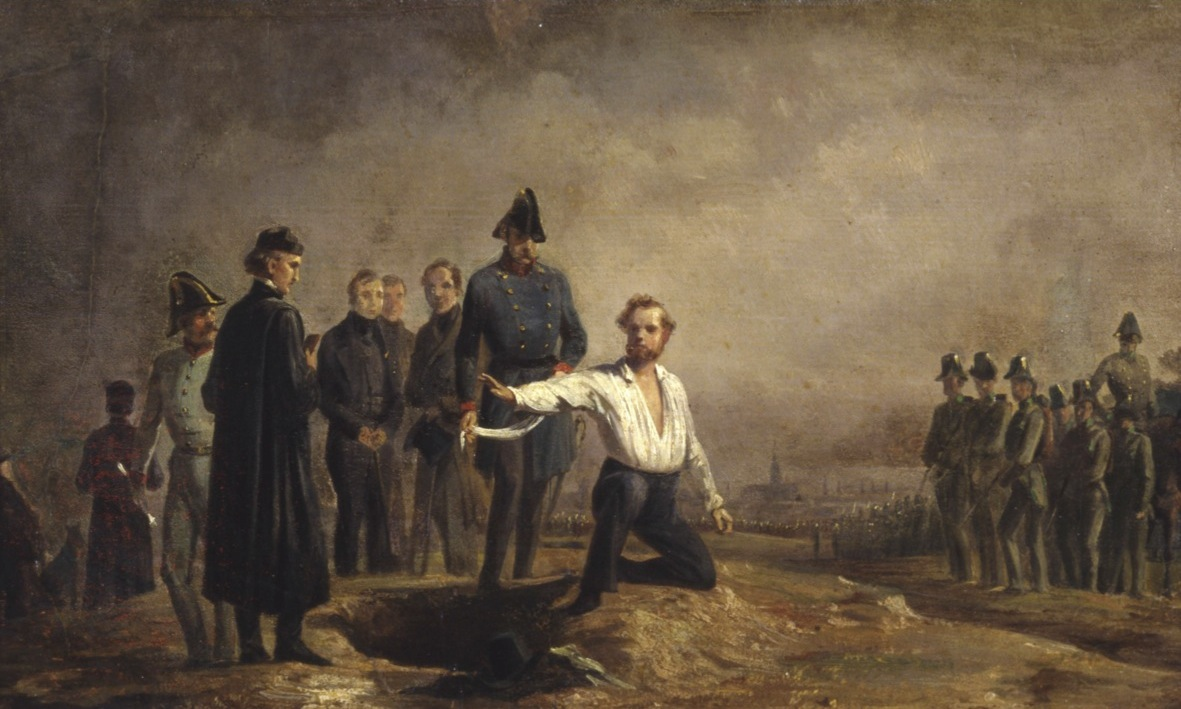
維也納起義領袖羅伯特·布盧姆被處決

维也纳起义（德語：Wiener Oktoberaufstand）是一场发生在1848年10月的起事，也是1848年奥地利帝国革命期間奥地利境內的最后一场起事。
1848年10月6日，奧地利帝國军队正在准备离开維也納，前去镇压1848年匈牙利革命，而有一群同情匈牙利人的奥地利人（包括工人、学生以及哗变士兵）则试图阻止军队出发。事件随后升级为街头乱战，聖斯德望主教座堂发生流血事件，奥地利战争大臣提奥多尔·弗朗茨遭暴民私刑处决。维也纳城防司令奥尔斯佩格公子阿道夫被迫撤空全城，但之后他本人则和军队一同在城外的坚固据点掘壕据守。
10月7日，皇帝斐斐迪南一世在阿尔弗雷德的护卫下携廷臣逃到了奧洛穆茨。两周后，奥地利议会也搬到了克罗梅日什。
10月26日，在温迪施-格雷茨将军和约西普·耶拉契奇伯爵的指挥下，奥地利和克罗地亚军队对维也纳展开轰炸，並于31日强袭市中心。防守方指挥官是波兰将军约瑟夫·贝姆。战后，除贝姆成功脱逃以外，其余包括罗伯特·布卢姆在內的所有起义领袖均被处决。
维也纳十月起义失败后，三月革命的成果基本全部丧失，奥地利由此开启了一段兼具威权主义与自由主义特征的改革时期。